# كلية مبارك العبد الله للقيادة والأركان المشتركة
 كلية مبارك العبد الله للقيادة والأركان المشتركة  هي كلية عسكرية عليا في الجيش الكويتي أنشئت في عام 1996م تحت اسم كلية القيادة والأركان وأعيد تسميتها في عام 1997م باسمها الحالي تخليدا لذكرى الشيخ مبارك عبد الله الجابر الصباح أول رئيس لهيئة الأركان العامة في الجيش الكويتي، وتقوم الكلية بتخريج منتسبيها من الضباط بدرجة الماجستير في العلوم العسكرية والحصول على لقب ضابط ركن. وهي أفضل كلية قيادة وأركان[انحياز] في الخليج العربي بشهادة السفارة البريطانية بالكويت. وقد قامت روسيا[محل شك] وأمريكا وبريطانيا والصين والدول العربية الشقيقة ودول صديقة أخرى بابتعاث ضباطهم[بحاجة لدقة أكثر] للدراسة في الكويت. وتكون الدراسة فيها باللغة الإنجليزية.
هذه هي الكلية الوحيدة في المنطقة المعتمدة من قبل أكاديمية الدفاع البريطانية الخاصة بنا لتقديم دورة مكافئة لدورة القيادة والأركان المتقدمة الخاصة بنا بين والاس وزير الدولة لشؤون الدفاع البريطاني